# Huichahue (avenida)
Huichahue es una avenida de la conurbación del Gran Temuco, Chile, perteneciente a la comuna de Padre Las Casas.

## Remodelación
El lunes, 26 de septiembre de 2016 comenzaron las obras para reconstruir completamente la avenida, como parte del proyecto de mejoramiento de la interconexión vial entre Temuco y Padre Las Casas, llevado a cabo por el Servicio de Vivienda y Urbanización de La Araucanía. La inversión fue cercana a los 2 000 000 000 de pesos chilenos (3 000 000 de dólares estadounidenses de 2016). El tránsito fue desviado por la avenida La Quebrada y otras calles alternativas. En principio, las labores durarían un año pero se retrasaron hasta 2019. La avenida Huichahue quedó dotada de doble calzada, separador central y ciclovía.

## Futuro
El jueves, 23 de julio de 2020 se iniciaron los trabajos para extender la calle Alvarado, del barrio Meza, 160 metros hacia el oeste para conectarla con la avenida Huichahue. Las obras tendrán un costo de 190 000 000 de pesos chilenos  (247 000 dólares estadounidenses de la época), y una duración de 120 días.

## Transporte

### Autobuses urbanos
Las líneas de autobuses urbanos que circulan por la avenida Huichahue, son:
- 3A: Portal San Francisco-Pulmahue.
- 3B: Pulmahue-Portal San Francisco.
- 3C: Tromen Lafquen-Padre Las Casas.
- 3D: Boyeco-San Ramón.
- 8A: Padre Las Casas-Galicia.
- 10B: Villa Diputado Becker-Padre Las Casas.
- 10C: Padre Las Casas-Villa Diputado Becker.